# 岩島市 (華盛頓州)
岩岛市（英語：Rock Island）是美国华盛顿州道格拉斯县下属的一座城市。該市是韦纳奇-東韋納奇都會統計區的一部分。根据2000年美国人口普查，该市有人口863人。根据2010年美国人口普查，该市有人口788人。而2011年估计该市有799人。